# Tatsuya Niisato
Tatsuya Niisato, född 1957, är en japansk entomolog.